# من پادشاه هستم
من پادشاه هستم (کره‌ای: 나는 왕이로소이다؛ انگلیسی: I Am the King) یک فیلم تاریخی کمدی محصول سال ۲۰۱۲ کره جنوبی با بازی جو جی هون، پارک یونگ گیو، بائک یون سیک، بیون هی-بونگ و کیم سو رو است. این فیلم الهام گرفته از رمان سال ۱۸۸۱ مارک تواین به نام شاهزاده و گدا است و در دوران پادشاهی چوسان واقع شده‌است و جو جی هون هم نقش پادشاه و هم نقش گدا را ایفا می‌کند. این فیلم در ۸ اوت ۲۰۱۲ منتشر شد و مدت زمان آن ۱۲۰ دقیقه بود.

## بازخورد
این فیلم در هفتهٔ اول انتشار به فروش ۳٬۴۰۰٬۶۲۸٬۳۹۳ وون دست پیدا کرد و در مجموع پس از دو هفته اکران، به فروش ۵٬۰۳۷٬۷۶۲٬۶۳۲ وون رسید.